# Железничар (Лайковац)
Футбольний клуб «Железничар» (Лайковац) або просто «Железничар» (серб. Фудбалски клуб Железничар Лајковац) — професійний сербський футбольний клуб з міста Лайковац.

## Історія
В 1927 році впливові громадяни міста Лайковац заснував команду Спортивний Клуб «Железничар». Перший поєдинок команда провела в 1929 році, коли було побудоване перше футбольне поле в місті. Першим президентом клубу був Александар Драшкович, особа, яка започаткувала в місті футбол, до того ж був основним гравцем клубу. Оскільки власник поля не дозволив зрубати дерево, яке росло на центральній лінії поля, клуб був змушений переїхати. Проте незабаром після цієї анекдотичної ситуації, в 1933 році клуб переїхав на нове футбольне поле, в той час як тодішній президент клубу Мирослав Маркович був вже ув'язнений. Цього ж року команда зареєструвалася в Футбольній Федерації Белграду та кваліфікувалася для участі в чемпіонаті провінції Колубара.
Між 1934 та 1937 роками команда мала певні труднощі з комплектуванням команди, але в 1938 році відновила свої виступи в змаганнях. Місцеві жителі згадували про тих ентузіастів, які постійно їздили разом з командою на виїзні поєдинки. У сезоні 1938/39 років три гравці представляли клуб у збірній провінції Колубара: Міладин Ілич, Яков Видович та Дунда Кученович. Проте, найкращим гравцем клубу цього періоду був Станко Милованович, на прізвисько Поп («Священик»), який грав на більш високому рівні да декілька разів був переможцем національного чемпіонату, спочатку в складі СК «Югославії» (Белград), а потім й у складі «Партизану».
Друга світова війна ознаменувала період, в якому було створені інші клуби: Омладинац в 1943 році та ЖАК в 1944 році. Саме в останньому з них виступав гравець збірної Югославії Брочич. Під час війни Железничар був розформований, але після звільнення Югославії в 1945 році за ініціативою городян був відроджений та об'єднався з Омладинцем, а всі гравці останнього перейшли до новосвореного клубу.
Наприкінці 1946 та на початку 1947 років місто переживає спортивне відродження. Федерація Гімнастики Сербії відкриває свою філію в місті й незабаром вирішує створити гімнастичний клуб під назвою «Партизан». В свою чергу «Железничар» також вирішує створити секції з інших видів спорту, зокрема відкриваються шахова та гандбольна секції. Як наслідок багато гравців, які виступали в Чемпіонаті Сербії з гандболу в 1947 році водночас були й гравцями футбольного клубу. У тому ж році клуб знову відновлює свої виступи в футбольних змаганнях, виступаючи в чемпіонаті Суб-регіону Валево. Завдяки Сербській Федерації Гімнастики спорт та фізична культура в місті отримали потужний поштовх для розвитку. Шкільні гуртки та клуби розпочали модернізацію, в рамках якоє Железничар отримав нове поле для тренування. У цей період клуб особливу увагу приділяє роботу з молоддю. У 1953 році клуб виходить до Сербської ліги Белград. У цьому десятилліті клуб як правило виступав у вище вказаних змаганнях, в цей же період кольори клубу захищали бомбардир клубу Калман Сабов, його незмінний капітан Міодраг Банкович, а також Милорад Іванович та Радомир Ілич. З 1960-их років й до самого розпаду Югославії клуб переважно виступав у Сербській лізі Колубара.
Найбільшого успіху в своїй історії «Железничар» досяг в період з кінця 1990-их й до 2002 років, коли виступав у Другій лізі ФР Югославії. Участь клубу в національних футбольних змаганнях дозволила йому отримати певний статус у сербському футболі, проте згодом він його втратив. З середини 2000-их років клуб знову впав до регіональних футбольних змагань, в 2007 році повернувся до Сербської ліги Захід (3-ій рівень футбольних змагань в Сербії), в якій виступав чотири наступні сезони, до 2011 року.

## Відомі гравці
- Горан Чосич